# 永新股份
黄山永新股份有限公司（深交所：002014，英文：Huangshan Novel Co.,Ltd.，简称：永新股份），是中国深圳证券交易所的一家上市公司。
2001年由原黄山永新装饰包装材料有限公司整体变更设立。2004年7月8日在深圳证券交易所中小企业板上市，是安徽省首家中小企业板上市公司。公司主要经营范围包括塑胶彩印复合软包装材料、功能性包装（膜）材料、异型注塑包装、新型油墨等。
2022年，公司实现营业收入33.04亿元，同比增长9.27%；实现净利润3.63亿元，同比增长14.85%。